# Ryszard Tarasiewicz
Ryszard Jerzy Tarasiewicz, né le 27 avril 1962 à Wrocław, est un footballeur international polonais reconverti en entraîneur.